# Москаленко, Лариса Витальевна
Лариса Витальевна Москаленко (3 января 1963) — советская яхтсменка, бронзовый призёр Олимпийских игр. Мастер спорта СССР международного класса.

## Карьера
На Олимпийских играх 1988 года Москаленко в классе 470 вместе с Ириной Чуниховской выиграла бронзовую медаль.
На Олимпийских играх 1992 года Москаленко в классе 470 вместе с Еленой Пахольчик заняла четвёртое место.

## Похищение детей
31 октября 2013 года в Палермо Москаленко была арестована по подозрению в похищении детей. По данным следователей прокуратуры, Москаленко входила в состав группировки, которой будет выдвинуто ряд обвинений, таких как «торговля людьми», «похищение лиц», «похищение и содержание детей за рубежом». Речь шла о детях от смешанных браков, относительно места жительства которых не могут договориться их родители. Чтобы получить обратно ребёнка, проживающего с одним из супругов или другими родственниками, люди платили группировке до 200 тыс. евро.
В декабре 2013 года с Москаленко были сняты два главных обвинения — в похищении детей и незаконной перевозке оружия.